# Nikolai Alexejewitsch Kassatkin

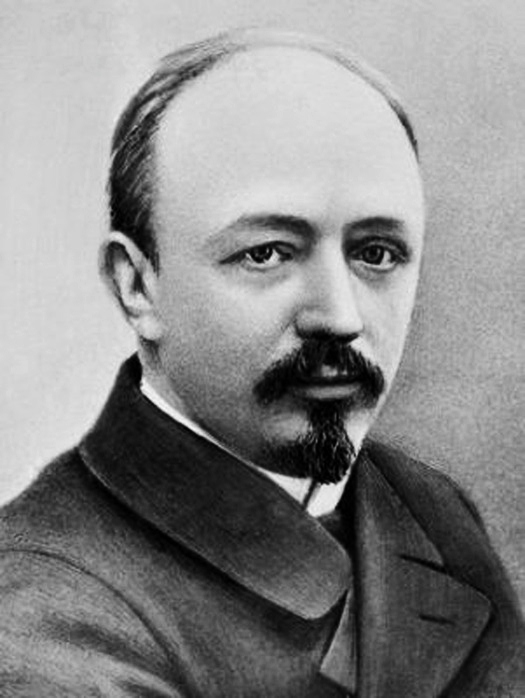
Nikolai Alexejewitsch Kassatkin

Nikolai Alexejewitsch Kassatkin (russisch Николай Алексеевич Касаткин; * 13. Dezemberjul. / 25. Dezember 1859greg. in Moskau; † 17. Dezember 1930 ebenda) war ein russischer/sowjetischer Maler.

## Leben
Kassatkin studierte von 1873 bis 1883 bei Wassili Perow an der Moskauer Hochschule für Malerei, Bildhauerei und Architektur und unterrichtete dort von 1894 bis 1917. Er war Mitglied der Gruppe der Peredwischniki (russ. Wanderer), einer in der zweiten Hälfte des 19. Jahrhunderts in Sankt Petersburg entstandenen Künstlervereinigung. 1922 schloss er sich der "Vereinigung der Künstler des revolutionären Russland" (AchRR – Assoziazija chudoshnikow Rewoljuzionnoi Rossii) an.
Er malte zuerst Genrebilder und widmete sich dann den Lebensbildern der Arbeiter und Bergleute aus dem Donezbecken, z. B. Kumpel. Es entstanden Werke wie Das Zugtier 1858; Bergarbeiterin 1894; Schichtwechsel 1895. Diese Werke entstanden unter dem Eindruck einiger Reisen in das Donezbecken sowie den Ural, die er in den Jahren von 1892 bis 1897 unternahm. Unter den Eindrücken der Revolution von 1905/1907 schuf er Bilder wie Arbeiterkämpfe 1905; Arbeiterinnen stürmen eine Fabrik 1906. Mit seinen Werken wurde er zu einem Wegbereiter der Stilrichtung des Sozialistischen Realismus.
In der Zeit von 1906 bis 1910 bereiste er das europäische Ausland; diese Reisen führten ihn nach Finnland, Norwegen, Schweden, Italien und in die Türkei. Nach der Oktoberrevolution beteiligte sich Kassatkin an der kulturellen und gesellschaftlichen Umgestaltung des Landes. In einem Sanatorium bei Chimki führte er ein Atelier für knochentuberkulosekranke Kinder zusammen mit Antonina Rschewskaja. Er verstarb 1930 in Moskau.

## Werke (Auswahl)
- Der Scherz (Шутка) (1892)

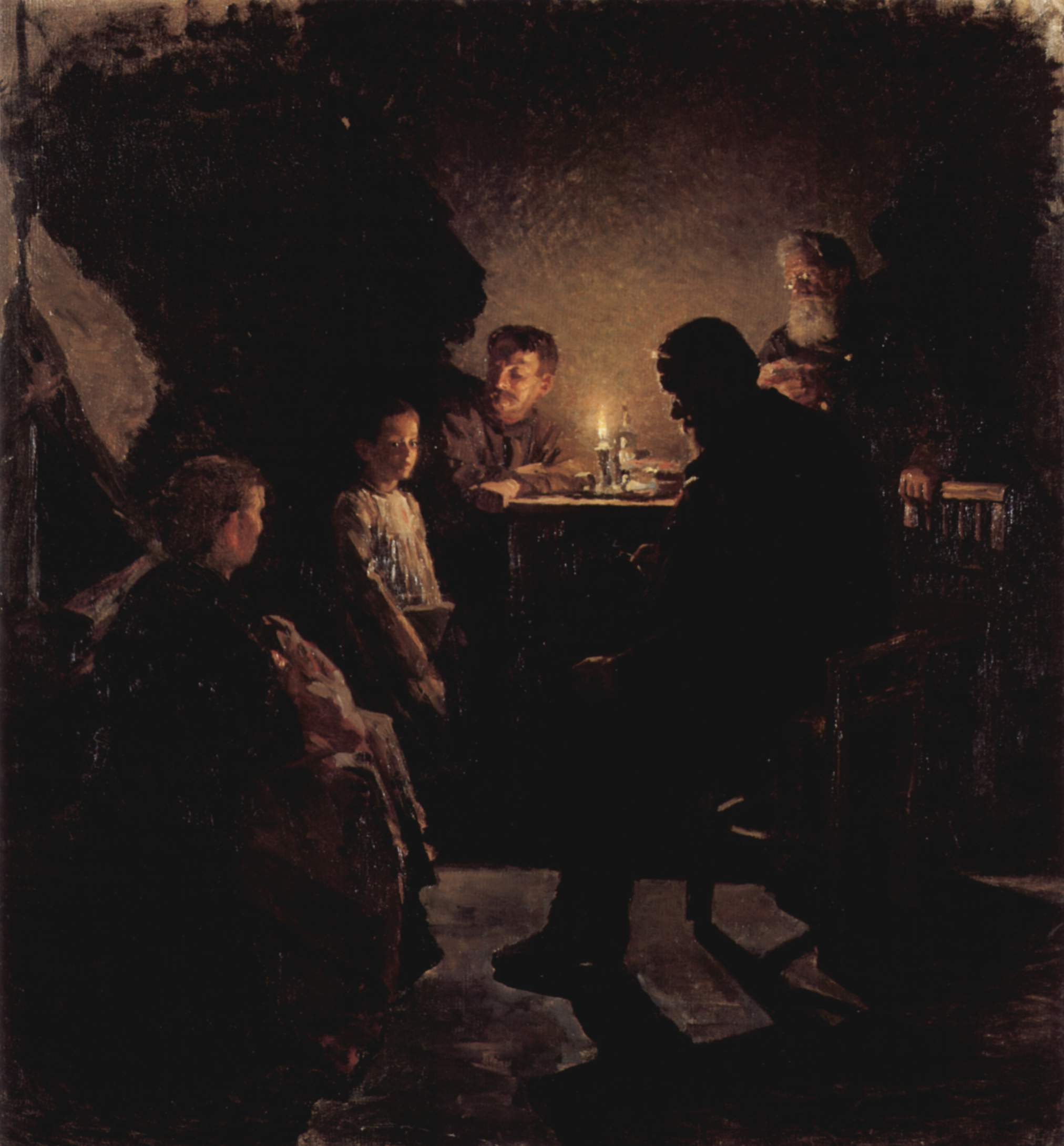
In der Arbeiterfamilie (1890–1900)

- Die Bergarbeiterin (Шахтерка) (1894)
- Schichtwechsel im Bergbau (Углекопы. Смена) (1895)
- Die Schmiede (Кузница) (1897)
- Arbeiter im Ural (Уральский рабочий) (1899)
- Arbeiterkämpfer (Рабочий-боевик) (1905)
- Die letzte Reise des Spions (Последний путь шпиона) (1905)
- Die unvergessenen Opfer der Revolution (Беззаветная жертва революции) (1905)
- Nach der Hausdurchsuchung (После обыска) (1905)
- Held der Verteidigung der UdSSR (Герой обороны СССР)